# Euodynerus apicalis
Euodynerus apicalis är en stekelart som först beskrevs av Cresson 1865.  Euodynerus apicalis ingår i släktet kamgetingar, och familjen Eumenidae. Inga underarter finns listade i Catalogue of Life.